# Berthold Rubin

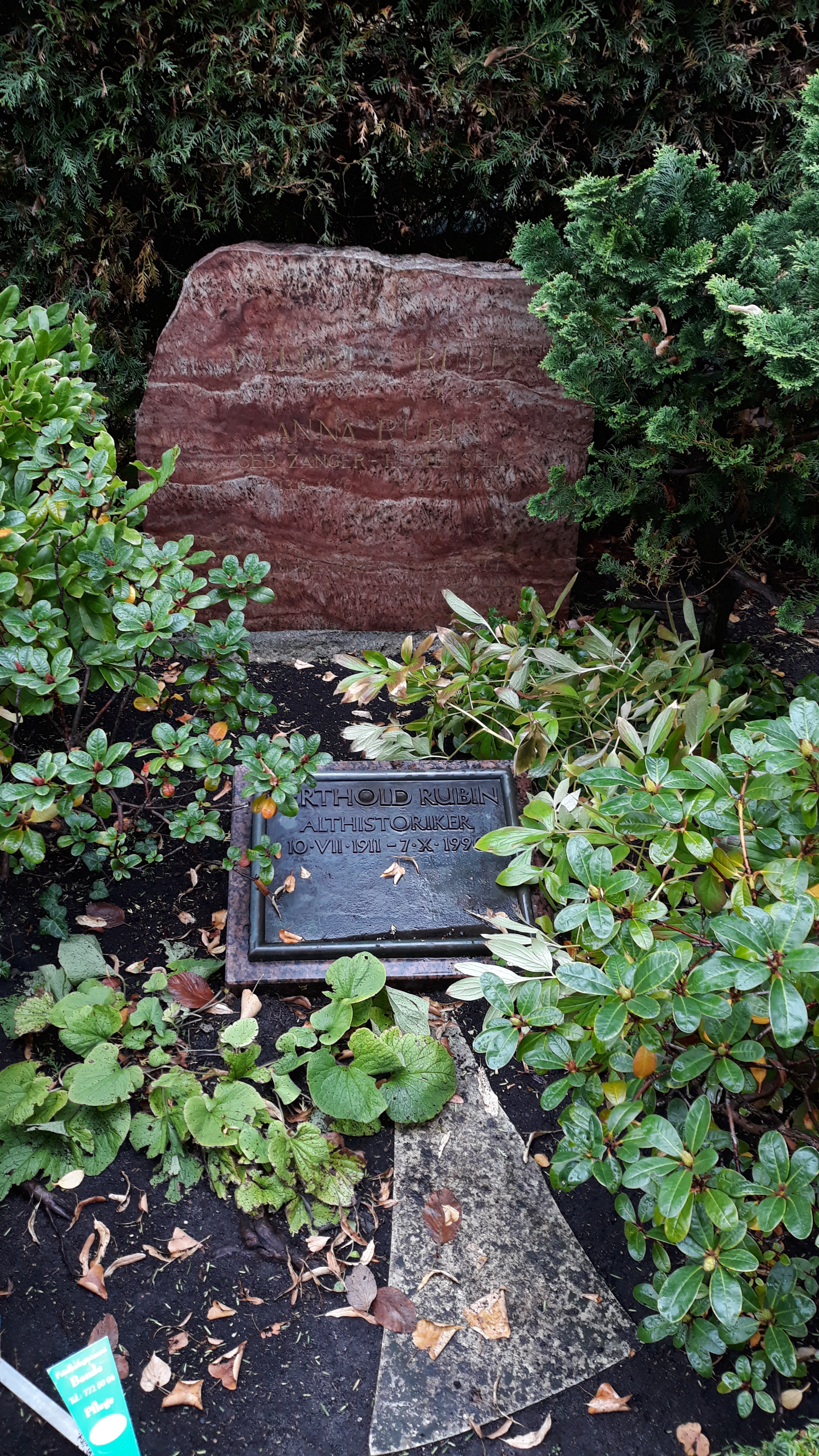
Grab im Elterngrab auf dem Friedhof Lankwitz

Berthold Rubin (* 10. Juli 1911 in Mannheim; † 7. Oktober 1990) war ein deutscher Althistoriker und Byzantinist.
Während Rubin bis etwa 1961 als Fachmann für die Spätantike hervorgetreten war, erregte er in späteren Jahren vor allem als rechtsextremistischer Publizist Aufsehen.

## Herkunft und Studium
Berthold Rubin wurde in Mannheim geboren. Seine Kindheit und Jugend verbrachte er in Berlin, wo er später bei Wilhelm Weber studierte und 1938 mit einer Dissertation zum Thema „Zwei Kapitel über Herrscherbild und Ostpolitik des Kaisers Iustinian“ promoviert wurde. Zum 1. Mai 1937 trat er der NSDAP bei (Mitgliedsnummer 4.157.999). 1942 wurde er zum Dozenten an der Universität Berlin ernannt, anschließend zum stellvertretenden Ordinarius für byzantinische Philologie an der Deutschen Universität Prag, 1943 zum planmäßigen Extraordinarius und Direktor des Instituts für Balkankunde an der Universität Wien. Alle drei Stellen konnte er jedoch nicht antreten, da er sich im Kriegsdienst befand. 1945 geriet er in sowjetische Kriegsgefangenschaft.
Seine Dissertation bildete, zusammen mit der Fortsetzung „Der Untergang der Vandalen und Goten“ die Grundlage seines späteren Hauptwerkes „Das Zeitalter Iustinians“. Die Arbeit an diesem Werk und dessen frühen Manuskripten wurde während des Zweiten Weltkrieges unterbrochen.

## Forschung
Nachdem er bereits 1945 wieder aus der Gefangenschaft entlassen worden war, kehrte er nicht nach Wien zurück, sondern setzte seine Forschungen über Justinian in Berlin fort. 1952 begann seine Mitarbeit am Osteuropa-Institut München und am Institut für Balkankunde. Die 1950er Jahre bildeten insgesamt den Höhepunkt seiner wissenschaftlichen Tätigkeit. Nach seiner 1957 begonnenen Lehrtätigkeit an der Universität Erlangen und der Veröffentlichung des ersten Bandes seines Hauptwerkes wurde er 1960 Ordinarius für Byzantinistik und Osteuropakunde an der Universität zu Köln und zeitweise Direktor des Instituts für Altertumskunde. Er beteiligte sich zudem an den Jahrbüchern für Geschichte Osteuropas und am Jahrbuch des Ostdeutschen Kulturrates. Neben seinem Hauptwerk waren auch andere seiner Veröffentlichungen zur Spätantike, zum Beispiel über den oströmischen Geschichtsschreiber Prokopios von Caesarea, lange Zeit der wissenschaftliche Standard in den entsprechenden Forschungsgebieten und werden bis heute oft herangezogen.
Im Rahmen seiner Forschung hat Rubin sich für die Schaffung der Quellensammlung zur byzantinischen Geschichte Corpus Fontium Historiae Byzantinae, von ihm ursprünglich als Monumenta Byzantina geplant, eingesetzt. Von der tatsächlichen Schaffung dieses internationalen Werkes wurde er allerdings später – vermutlich wegen seines fragwürdigen politischen Engagements – ausgeschlossen.
Der zweite Band seiner Untersuchung der Herrschaft Kaiser Justinians wurde 1995 aus seinem Nachlass, der durch seine Frau Jutta Rubin verwaltet wird, von seinem ehemaligen Schüler Carmelo Capizzi herausgegeben. Ursprünglich sollte das Gesamtwerk sechs Bände umfassen.

## Politische Aktivität und Kritik
Bereits im Vorwort des ersten Bandes seines Werkes „Das Zeitalter Justinians“ gibt es erste Hinweise auf die spätere Orientierung im äußersten rechten Bereich des politischen Spektrums. Rubin schreibt hier sarkastisch, weniger Dank schulde er den „alliierten Bomberpiloten“ und russischen Eroberern Berlins, die „es versäumten“, die erste Fassung seines Werkes „in Asche zu verwandeln“. Das Werk weist insgesamt einen bereits früh kritisierten, betont germanozentristischen, tendenziösen Sprachstil auf und ist an vielen Stellen im Zusammenhang der Lebensgeschichte Rubins zu betrachten.
Um 1960 begann Rubin, sich politisch zunehmend öffentlich zu äußern. Besonders seit dem Bau der Berliner Mauer im Jahr 1961 begann er sich für ein geeintes Deutschland einzusetzen und die sowjetische Besatzung im Osten des Landes zu kritisieren. Die Vereinigung 17. Juni 1953 e. V., die sich der Erinnerung an den Volksaufstand vom 17. Juni 1953 in der Deutschen Demokratischen Republik widmet, führt Rubin weiterhin als Beiratsmitglied. Am 2. Oktober 1962 beteiligte er sich an einer von dem Inder Tapeshwar Nath Zutshi angekündigten „Mauerabriss-Aktion“ vor der Versöhnungskirche in Berlin. Dieser durch die Alliierten und den Berliner Senat verbotenen und unterbundenen Aktion folgte eine Demonstration mit etwa 1000 Beteiligten. Bald aber vertrat Rubin zunehmend radikale Positionen. Auch die Bundesrepublik wurde nun Ziel seiner Kritik, wobei er den „Bonner Staat“ als „weichgepolsterte Gummizelle“ beschimpfte und die Gründung eines Vierten Reiches propagierte. Sein Engagement nahm mehr und mehr rechtsextremistische Züge an. So beteiligte er sich ab 1963 an der Nationalzeitung und trat 1964 als Festredner bei der Gründung der Nationaldemokratischen Partei Deutschlands auf. Auf die studentische Revolte seit 1967 reagierte Rubin mit einer weiteren Radikalisierung.
Seine Aktivitäten gingen nun so weit, dass er 1968 von der Universität Köln suspendiert wurde. Er forschte inzwischen auch immer weniger: Bezeichnend hierfür ist, dass die geplante Fortsetzung seiner großen, auf mehrere Bände angelegten Justinian-Darstellung nie fertiggestellt wurde. Rubin trat stattdessen als Gründer, Gründungsmitglied oder Initiator verschiedener verfassungsfeindlicher rechter Organisationen und Gruppierungen wie der Deutschen Volksunion, der Aktion Deutscher Osten, eine Splittergruppe der Aktion Oder-Neiße, des Freiheitlichen Rates und verschiedener CSU-naher sogenannter „Freundeskreise“ auf.
Den Höhepunkt erreichten diese Aktivitäten, als Rubin 1971 unter Beteiligung des rechtsextremen Anwalts Jürgen Rieger seine eigene Entführung inszenierte. Er fälschte Drohbriefe, hielt sich für mehrere Tage versteckt und wollte so den Eindruck eines Verbrechens linksradikaler Gruppen erwecken, um ein härteres Vorgehen gegen diese zu provozieren. Für diese Vortäuschung einer Straftat wurde er zu sechs Monaten Haft verurteilt. Jetzt wurde Rubin endgültig zum Politikum, so dass sich gemäßigt-konservative Kreise zunehmend von ihm distanzierten. Sein einstmals großes Ansehen als Wissenschaftler begann dagegen zu verblassen.
In den 1980er Jahren erregte er mit einem Aufsatz in der nationalistischen Zeitschrift Nation und Europa über Rudolf Heß und dessen angebliche Ermordung noch einmal Aufsehen. Unter anderem vertrat er die Position, die NSDAP sei von Kommunisten unterwandert und ideologisch entscheidend beeinflusst worden, weshalb in Wahrheit nicht die Rechten, sondern die Linken für die Verbrechen des Dritten Reichs verantwortlich seien. Folgendes Zitat aus diesem Aufsatz verdeutlicht anschaulich die politischen Vorstellungen Rubins:

„Einen erfolgreicheren Wahlhelfer als diesen plumpen Berufsproleten Thälmann konnte Hitler kaum unter seinen fanatischsten Getreuen finden. Thälmann starb 1944 im KZ Buchenwald, aber lange vorher war es diesem Finsterling gelungen, Hitlers Freiheitspartei eine Giftspritze zu verpassen, die auf den Waagschalen des Zweiten Weltkrieges einen verhängnisvollen Beitrag zur deutschen Katastrophe geleistet hat.“

In ähnlichem Kontext steht sein revisionistisch geprägter Sammelband War Deutschland allein Schuld? Der Weg zum Zweiten Weltkrieg zur Frage der deutschen Schuld am Zweiten Weltkrieg.
Rubins politische Aktivitäten, sein Verhalten und seine Veröffentlichungen wurden wiederum von der DDR-Propaganda aufgegriffen und in verzerrender Weise als vorherrschend und typisch für das damalige Westdeutschland dargestellt.

## Krankheit und Tod
Berthold Rubin, inzwischen an Leukämie erkrankt, verstarb am 7. Oktober 1990 an den Auswirkungen der Krankheit. Er wurde auf dem Friedhof Lankwitz beigesetzt.

## Publikationen
Wissenschaftliche Publikationen
- Zwei Kapitel über Herrscherbild und Ostpolitik des Kaisers Iustinian. Dissertation, Berlin 1938.
- Der Untergang der Vandalen und Goten. Berlin 1941.
- Theoderich und Iustinian. Zwei Prinzipien der Mittelmeerpolitik. München 1953.
- Prokopios von Kaisareia. Stuttgart 1954.
- Das Zeitalter Iustinians. 2 Bände, de Gruyter, Berlin 1960 (Bd. 1), Berlin/New York 1995 (Bd. 2, postum hrsg. von Carmelo Capizzi).
- Byzantinisch osteuropäische Studienhilfen. 2 Bände, Selbstverlag, s. l., s. a.

Politische Publikationen
- als Hrsg. War Deutschland allein schuld? Der Weg zum Zweiten Weltkrieg, München 1988.
- Rudolf Heß, in: Nation Europa. Monatsschrift im Dienst der europäischen Erneuerung (Sonderheft, Oktober 1987), S. 23–30. (sogenanntes „Rudolf-Heß-Gedenkheft“)
- Gorbatschow (nur zusammenfassender Projekttitel), unveröffentlichtes Manuskript im Nachlass.